# العلاقات البوليفية الناوروية
العلاقات البوليفية الناوروية هي العلاقات الثنائية التي تجمع بين بوليفيا وناورو.

## مقارنة بين البلدين
هذه مقارنة عامة ومرجعية للدولتين:
| وجه المقارنة                                              | بوليفيا                                          | ناورو                          |
| --------------------------------------------------------- | ------------------------------------------------ | ------------------------------ |
| المساحة (كم2)                                             | 1.10 مليون                                       | 21                             |
| عدد السكان (نسمة)                                         | 11.05 مليون                                      | 10.08 ألف                      |
| الكثافة السكانية (ن./كم²)                                 | 10.05                                            | 48.00 ألف                      |
| العاصمة                                                   | سوكري، لاباز                                     | ضاحية يارين                    |
| اللغة الرسمية                                             | اللغة الإسبانية، اللغة الأيمرية، كتشوا، غوارانية | اللغة الناورونية، لغة إنجليزية |
| العملة                                                    | بوليفاريو بوليفي                                 | دولار أسترالي                  |
| الناتج المحلي الإجمالي (بليون دولار)                      | 37.51 مليار                                      | 113.88 مليون                   |
| الناتج المحلي الإجمالي (تعادل القوة الشرائية) بليون دولار | 74.58 مليار                                      | 162.98 مليون                   |
| الناتج المحلي الإجمالي الاسمي للفرد دولار أمريكي          | 3.08 ألف                                         | 9.83 ألف                       |
| الناتج المحلي الإجمالي للفرد دولار أمريكي                 | 6.63 ألف                                         |                                |
| مؤشر التنمية البشرية                                      | 0.662                                            |                                |
| رمز المكالمات الدولي                                      | +591                                             | +674                           |
| رمز الإنترنت                                              | .bo                                              | .nr                            |
| المنطقة الزمنية                                           | 00                                               | ت ع م+12:00                    |

## منظمات دولية مشتركة
يشترك البلدان في عضوية مجموعة من المنظمات الدولية، منها:
| علم المنظمة | اسم المنظمة                   | تاريخ انضمام بوليفيا | تاريخ انضمام ناورو |
| ----------- | ----------------------------- | -------------------- | ------------------ |
|             | الاتحاد البريدي العالمي       | ?                    | ?                  |
|             | الاتحاد الدولي للاتصالات      | 1 يونيو 1907         | 10 يونيو 1969      |
|             | منظمة حظر الأسلحة الكيميائية  | ?                    | ?                  |
|             | الأمم المتحدة                 | 14 نوفمبر 1945       | 14 سبتمبر 1999     |
|             | منظمة الشرطة الجنائية الدولية | ?                    | ?                  |
|             | يونسكو                        | 13 نوفمبر 1946       | 17 أكتوبر 1996     |

## وصلات خارجية
- موقع وزارة الخارجية البوليفية